# Valdebek
Valdebek je prigradsko naselje i jedan od mjesnih odbora Grada Pule. Mjesni odbor Valdebek obuhvaća područja prigradskih naselja Valdebek i Dolinka smješteno na površini od 4.715.057 m2 na kojem živi 2.226 stanovnika. Gustoća naseljenosti iznosi 472,1 st./km2.
Valdebek se nalazi 8 km od parka prirode Kamenjak, 3 km od marine Verude i plaže Verudela, 2 km od centra grada Pule, 12 km od Nacionalnog parka Brijuni i 6 km od Zračne luke Pula. Ova blizina raznih ključnih lokacija omogućava stanovnicima Valdebeka da uživaju sve blagodati stanovanja s najvišim standardima. Činjenica da je Valdebek tako blizu centra grada a ipak izvan središta gradske gužve, omogućava miran život u atraktivnom okruženju. Naselje izgleda kao selo okruženo zelenim površinama, a ipak je dobro povezano dvjema glavnim cestama: cestom Valdebek i Medulinskom cestom.